# Usitasae
Usitasae (Usi-Tacae) ist ein osttimoresischer Suco im Verwaltungsamt Oesilo (Sonderverwaltungsregion Oe-Cusse Ambeno).

## Geographie
Vor der Gebietsreform 2015 hatte Usitasae eine Fläche von 35,19 km². Nun sind es 29,11 km². Der Suco liegt im Westen des Verwaltungsamts Oesilo. Östlich befindet sich der Suco Bobometo und südlich Usitaqueno. Im Nordwesten grenzt Usitasae an das Verwaltungsamt Pante Macassar mit seinem Suco Cunha und im Südwesten an das Verwaltungsamt Nitibe mit seinem Suco Banafi. Der Fluss Ekai durchquert den Osten des Sucos. Der Malelui fließt entlang der Grenze zu Banafi, bevor er als Malelai durch Banafi einen Abstecher macht. Am Zusammentreffen der Sucos Usitasae, Banafi und Cunha vereinigen sich Malelai und Bitaklele zum Toko, der dann die Grenze zwischen Usitasae und Cunha bildet. Nach dem Zufluss des Bena heißt der Fluss Columu, der ab dem Suco Bobometo nach Norden schwenkt. Alle Flüsse sind Nebenflüsse des Tono.
Die Überlandstraße von Passabe nach Nitibe führt teilweise durch den Südwesten Usitasaes, vorbei an den Dörfern Nobeat und Pune. Bei Pune führen von der Überlandstraße drei kleine Straßen nach Osten, Norden und Nordwesten. An der Straße nach Osten und ihren Nebenstraßen liegen die Orte Oepauk, Asabat (Asebat), Sifin (Sipin), Bambai, Kuangkiu, Besemese, Tobo, Oebaki, Tuames, Kiubatan, Bono und Loel. An der Straße, die von Pune nach Norden führt, liegen die Dörfer Buki, Bitana und zwei Dörfer namens Hauana. Östlich des Ekai liegt der Ort Bat. Grundschulen gibt es in Hauana und Pune (Escola Primaria Pune). Außerdem gibt es in Pune eine medizinische Station.
Im Suco befinden sich die drei Aldeias Buqui, Pune und Sifin.

## Einwohner
In Usitasae leben 3.344 Einwohner (2022), davon sind 1.793 Männer und 1.551 Frauen. Im Suco gibt es 766 Haushalte. Über 99 % der Einwohner geben Baikeno als ihre Muttersprache an. Minderheiten sprechen Kairui oder Tetum Prasa.

## Geschichte
In den 1960er Jahren wanderten die Clans der Bobos und der Mekos aus Usitasae aufgrund von Überbevölkerung nach Lifau an der Küste von Oe-Cusse Ambeno ab.

## Politik
Bei den Wahlen von 2004/2005 wurde Liberato Punef zum Chefe de Suco gewählt. Bei den Wahlen 2009 gewann Cipriano Caunan und 2016 Thomas Colo .